# John B. Kelly (1927–1985)
John Brenden "Jack" Kelly Jr. (ur. 24 maja 1927 w Filadelfii, zm. 2 marca 1985 tamże) – amerykański wioślarz, brązowy medalista olimpijski.
Urodził się w Filadelfii jako drugie z czworga dzieci Johna Kelly'ego (trzykrotnego mistrza olimpijskiego w wioślarstwie) i Margaret Majer. Miał trzy siostry, w tym aktorkę Grace Kelly. Przez jej małżeństwo był szwagrem księcia Monako Rainiera III oraz wujkiem Alberta II. Wujkiem Johna Jr. był dramaturg George Kelly. Kształcił się na Uniwersytecie Pensylwanii.

## Kariera sportowa
Startował w jedynkach na igrzyskach olimpijskich w Londynie w 1948 roku i igrzyskach olimpijskich w Helsinkach cztery lata później, jednak w obu przypadkach odpadał w półfinałach. Następnie wystąpił na igrzyskach olimpijskich w Melbourne w 1956 roku, gdzie w tej samej konkurencji wywalczył brązowy medal. W finale o 5,2 sekundy wyprzedził go Wiaczesław Iwanow z ZSRR, a o 4,1 sekundy szybszy był Australijczyk Stuart MacKenzie. Brał także udział w igrzyskach olimpijskich w Rzymie w 1960 roku, gdzie razem z Billem Knechtem startował w dwójkach podwójnych. Osada USA odpadła tam w pierwszej rundzie.
W międzyczasie zdobył złoty medal w jedynkach na mistrzostwach Europy w Amsterdamie (1949) oraz srebrny w ósemkach na mistrzostwach Europy w Poznaniu (1958).
Ponadto zdobywał złote medale: w jedynkach na igrzyskach panamerykańskich w Meksyku (1955) i w dwójce podwójnej na igrzyskach panamerykańskich w Chicago (1959).
Po zakończeniu kariery sportowej pracował w rodzinnej firmie, był też działaczem sportowym. W 1985 został wybrany na prezydenta Komitetu Olimpijskiego Stanów Zjednoczonych.
Był dwukrotnie żonaty, miał sześcioro dzieci. Zmarł w marcu 1985 na zawał serca.